# 卡斯特尔圭多内
卡斯特尔圭多内是意大利阿布鲁佐大区基耶蒂省的一个市镇。总面积14平方公里，人口434人，人口密度31.0人/平方公里（2009年）。ISTAT代码为069019。